# 凹脉越桔
凹脉越桔（学名：Vaccinium impressinerve）为杜鹃花科越桔属下的一个种。

## 扩展阅读
- 維基物種上的相關：凹脉越桔